# Steinkreise von Cashelkeelty

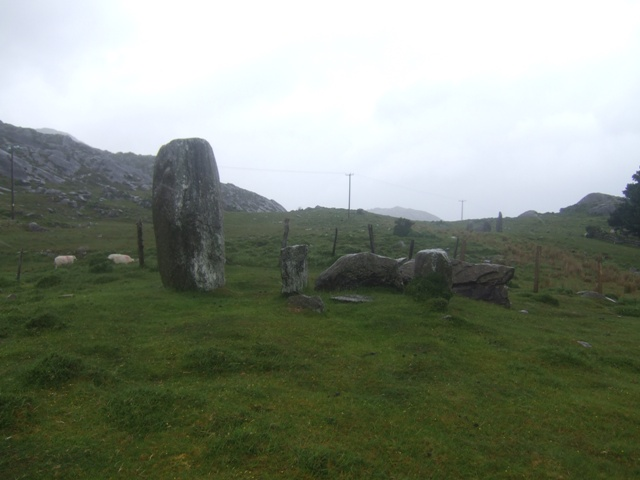
Cashelkeelty East (1)

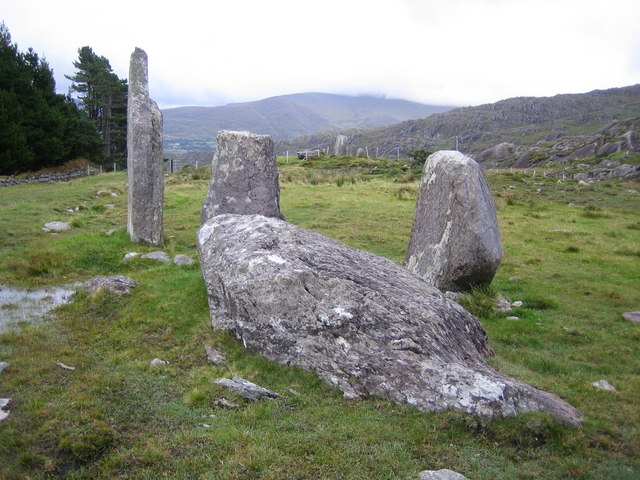
Cashelkeelty West (2)

Die Steinkreise von Cashelkeelty (irisch Caiseal Coillte) – „Kreis East oder 1“ und „Kreis West oder 2“ – sind Steinkreise der Cork-Kerry-Serie (nach Seán Ó Nualláin auch Axial Stone Circle – axialer Steinkreis genannt) und liegen bei Lauragh auf der Beara-Halbinsel im County Kerry in Irland.

## Cashelkeelty East (1)
Der besser erhaltene Steinkreis der so genannte „Five-stone-circles“ liegt 800 m südlich der Straße Lauragh-Castletownbere und etwa 3,2 km südwestlich der Lauragh Bridge, neben einem Felsvorsprung (Lage). Die Reste eines 5-Steinkreises bestehen aus drei stehenden Felsblöcken. Unmittelbar südlich des Kreises liegen drei Ausreißer (englisch outlier) in einer über 6,0 Meter langen Steinreihe. Im Süden und Osten finden sich Spuren prähistorischer Feldmauern. 150 m westlich liegen Reste einer Steinreihe. Unmittelbar nördlich verläuft die mittelalterliche Straße von Kenmare nach Castletownberehaven, als breiter, grasbewachsener Weg erkennbar.
Der flache Stein in der Mitte bedeckt eine Brandbestattung (von 970 bis 715 v. Chr.) Die Standgrube des zweiten Eingangssteins liegt unter dem Ginster.

## Cashelkeelty West (2)
Der Durchmesser des schlechter erhaltenen, etwa 75 m entfernten multiplen Steinkreises Cashelkeelty West betrug etwa 16,8 m (Lage). Damit ist er einer der Größten im Südwesten der Insel. Die Anzahl der erhaltenen Steine beträgt drei von ursprünglich elf oder dreizehn Steinen.
Im Gegensatz zu den fünfsteinigen können sich im Zentrum der größeren Kreise Boulder Burials (Kenmare) oder Menhire (Gortanimill) befinden. Einige werden von Wällen und Gräben umgeben (Glentane East, Reanascreena).
In der Nähe liegt der Steinkreis von Shronebirrane.